# Silvestre Varela
Silvestre Manuel Gonçalves Varela (* 2. Februar 1985 in Almada) ist ein portugiesischer Fußballspieler.

## Privates
Sein Bruder Carlos ist ebenfalls Fußballprofi und in Almada aktiv. Silvestre Varela besitzt neben der portugiesischen auch die Staatsangehörigkeit der afrikanischen Republik Kap Verde.

## Spielerkarriere
Silvestre Varela stammt aus der Jugend des portugiesischen Topclubs Sporting Lissabon. In der Saison 2004/05 war er an den unterklassigen Verein Casa Pia AC ausgeliehen. Nachdem er für ein halbes Jahr zu Sporting zurückgekehrt war, wechselte Varela auf Leihbasis für 18 Monate zum Erstliga-Rivalen Vitória Setúbal. Dort konnte er sich einen Stammplatz erarbeiten und sich in Portugal durchsetzen. Seit 2009 spielt er für den FC Porto. Am 7. Dezember 2013 absolvierte Varela sein 100. Ligaspiel für den FC Porto.
Für die Saison 2007/08 war er an den spanischen Erstligisten Recreativo Huelva ausgeliehen, kehrte nach der Saison jedoch zu Sporting zurück. Er war U-21-Nationalspieler Portugals.

### International
Am 3. März 2010 wurde Varela zum ersten Mal in der portugiesischen Nationalmannschaft eingesetzt. Er wurde in der zweiten Halbzeit des Freundschaftsspiels gegen die VR China in Coimbra eingewechselt. Am 26. März 2011 erzielte er sein erstes Tor für Portugal beim 1:1 gegen Chile in Leiria.
Varela wurde von Portugals Nationaltrainer Paulo Bento in den Kader für die Europameisterschaft 2012 berufen und kam für zehn Minuten beim ersten Gruppenspiel gegen Deutschland am 9. Juni 2012 zum Einsatz, wobei er kurz vor Abpfiff die letzte große Torchance der Portugiesen gegen Manuel Neuer vergab. Im zweiten Gruppenspiel gegen Dänemark wurde er erneut kurz vor Schluss als Joker eingewechselt und traf vier Minuten später in der 88. Minute zum 3:2-Siegtreffer für Portugal.

### Erfolge
- Portugiesischer Meister: 2010/11, 2011/12, 2012/13
- Taça de Portugal: 2009/10, 2010/11
- Gewinn der UEFA Europa League: 2010/11
- Gewinn des Portugiesischen Fußball-Supercup: 2009, 2010, 2011, 2012
- UEFA Super Cup: Finalist 2011
- Taça da Liga: Finalist 2009/10